# Wydział Nauk Medycznych w Zabrzu Śląskiego Uniwersytetu Medycznego

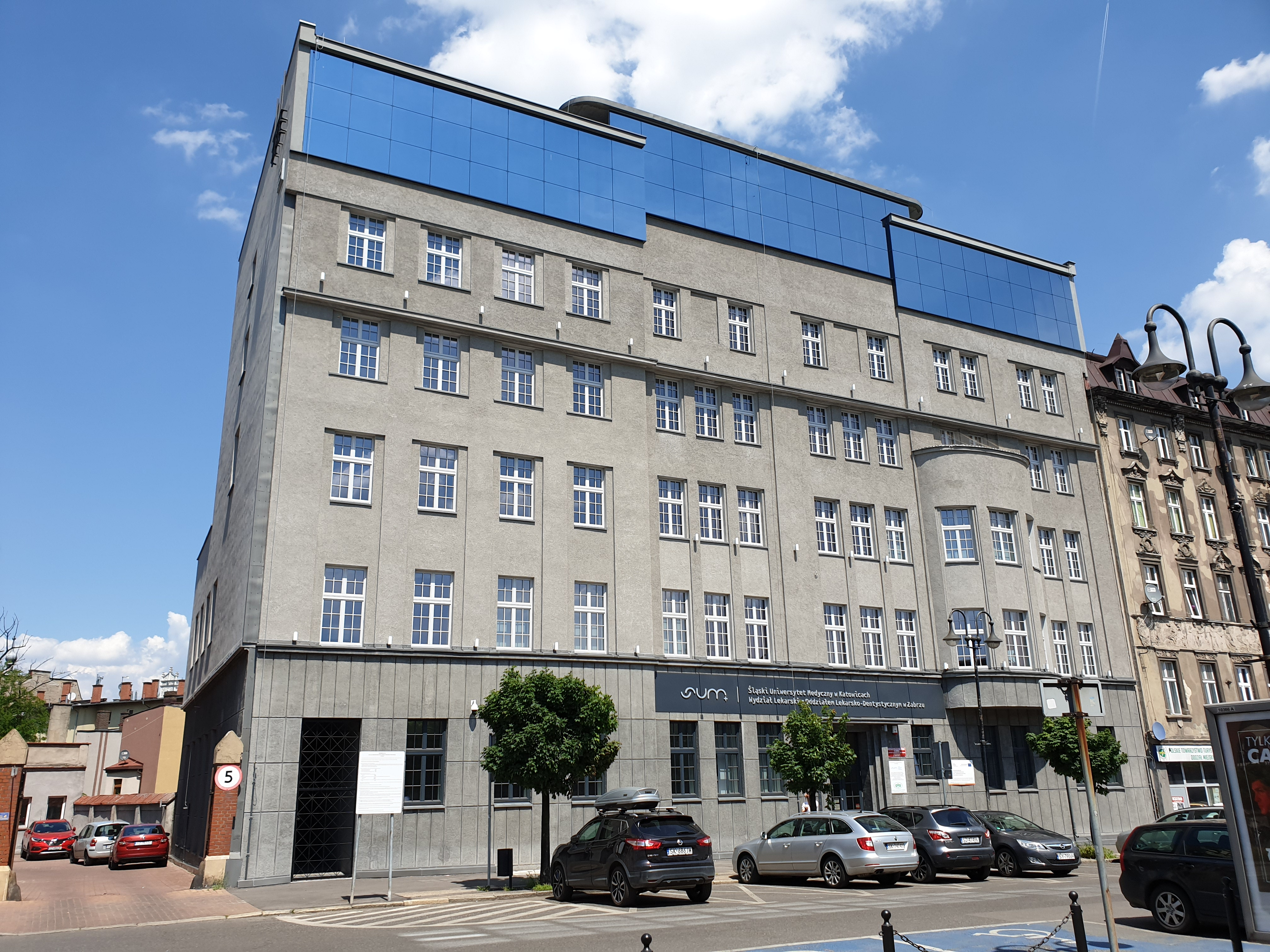
Centrum Symulacji Medycznej w Zabrzu przy pl. Dworcowym 3 (2019)

Wydział Nauk Medycznych w Zabrzu Śląskiego Uniwersytetu Medycznego (skrót: WNMZ SUM; wcześniej pol.: Wydział Lekarski z Oddziałem Lekarsko-Dentystycznym w Zabrzu Śląskiego Uniwersytetu Medycznego; obecnie ang. Faculty of Medical Sciences in Zabrze) – najstarszy i największy wydział Śląskiego Uniwersytetu Medycznego, mający siedzibę w Zabrzu.

## Historia
Wydział Lekarski (skrót: WL), od 1975 Wydział Lekarski w Zabrzu (skrót: WLZ) został utworzony w 1948 i do 1971 był jedynym wydziałem Śląskiej Akademii Medycznej. Początkowo, w 1946, w jego organizacji uczestniczył prof. dr n. med. Antoni Tomasz Jurasz (1882–1961), twórca Polskiego Wydziału Lekarskiego na Uniwersytecie w Edynburgu, lecz jego działania okazały się bezskuteczne. Rada Ministrów rozporządzeniem z 20 marca 1948 ustanowiła z dniem 22 kwietnia 1948 Akademię Lekarską w Bytomiu jako państwową wyższą szkołę akademicką z Wydziałem Lekarskim. Stanowisko dziekana powierzono prof. dr. hab. n. med. Tadeuszowi Pawlikowskiemu (1904–1985), a prodziekana prof. dr. hab. n. med. Mieczysławowi Jankowskiemu (1896–1978).
W pierwszym roku istnienia na Wydziale Lekarskim pracowało 13 samodzielnych i 30 pomocniczych pracowników nauki oraz 2 lektorów i 4 pracowników bibliotecznych. Pierwsze dyplomy wydano w 1952 lekarzom stomatologom, a w 1953 – pierwsze dyplomy lekarskie.
W ciągu pierwszych pięciu lat istnienia na Wydziale Lekarskim z Oddziałem Stomatologicznym, uruchomiono pełny wachlarz jednostek klinicznych i teoretycznych koniecznych do realizacji procesu dydaktycznego. Od początku jednak wydział borykał się z rozproszeniem bazy klinicznej. Katedry teoretyczne wydziału, jak i rektorat Akademii i biblioteka zostały zlokalizowane w kompleksie budynków poszpitalnych Spółki Brackiej w Rokitnicy, natomiast katedry kliniczne umiejscowiono w szpitalach Zabrza i Bytomia. Rozmieszczenie bazy klinicznej wydziału rozszerzało się na kolejne miasta śląskiego regionu – Lubliniec, Tarnowskie Góry i Katowice. W Zabrzu i Biskupicach, gdzie wydział przejął wszystkie szpitale, zostały zorganizowane trzy szpitale kliniczne, obejmujące całość lecznictwa zamkniętego i specjalistycznych poradni.
Z Wydziału Lekarskiego (w Zabrzu) wyodrębniono trzy kolejne wydziały:
1. 1 lipca 1971 Wydział Farmaceutyczny, który początkowo korzystał z infrastruktury Wydziału Lekarskiego w Zabrzu-Rokitnicy, a w 1973 został przeniesiony do Sosnowca[6],
2. 12 lipca 1974 Wydział Pielęgniarski z siedzibą w Katowicach-Ligocie (istniał do 1990)[5],
3. 16 czerwca 1975 dokonano podziału wydziału na Wydział Lekarski z siedzibą w Zabrzu i Wydział Lekarski z siedzibą w Katowicach[7].

Z dniem 1 października 2019 zmieniono nazwę Wydziału Lekarskiego z Oddziałem Lekarsko-Dentystycznym w Zabrzu na Wydział Nauk Medycznych w Zabrzu.

### Dziekani Wydziału[9][3]
1. 1948–1951 – prof. zw. dr. hab. n. med. Tadeusz Pawlikowski
2. 1951–1953 – prof. zw. dr hab. med. Stefan Ślopek
3. 1953–1954 – prof. zw. dr hab. med. Witold Niepołomski
4. 1954–1955 – prof. zw. dr n. mat.-przyr. Stanisław Jóźkiewicz
5. 1955–1958 – prof. zw. dr hab. med. Stanisław Kohmann
6. 1958–1960 – prof. nadzw. dr hab. med. Stanisław Szyszko
7. 1960–1962 – prof. zw. dr hab. med. Witold Niepołomski
8. 1962–1964 – prof. zw. dr hab. med. Karol Szymoński
9. 1964–1969 – prof. zw. dr hab. med. Józef Japa
10. 1969–1972 – prof. nadzw. dr hab. n. med. Mieczysław Krauze
11. 1972–1975 – prof. nadzw. dr hab. med. Marian Sośnierz
12. 1975–1981 – prof. zw. dr hab. med. Bronisław Kłaptocz
13. 1981–1987 – prof. dr hab. med. Zbigniew Szczepański
14. 1987–1990 – prof. dr hab. med. Zbigniew Szczurek
15. 1990–1996 – prof. dr hab. med. Jan Wodniecki
16. 1996–1999 – prof. dr hab. Kazimierz Oklek
17. 1999–2005 – prof. dr hab. n. med. Lech Poloński
18. 2005–2012 – prof. dr hab. n. med. Wojciech Król
19. 2012–2019 – prof. dr hab. n. med. Maciej Misiołek
20. od 2019 – prof. dr hab. n. med. Alicja Grzanka[8]

## Władze (od 2019)[8][10]
- Dziekan – prof. dr hab. n. med. Alicja Grzanka
- Prodziekan – dr hab. n. med. Joanna Żywiec
- Prodziekan – dr hab. n. med. Małgorzata Skucha-Nowak
- Prodziekan ds. studenckich – dr hab. n. med. Andrzej Tomasik

## Kierunki studiów[11]
- Lekarski
- Lekarsko-dentystyczny (w języku polskim)
- Lekarsko-dentystyczny (w języku angielskim)
- Ratownictwo medyczne (I stopnia)

Ponadto wydział prowadzi kształcenie podyplomowe na kursach specjalizacyjnych (lekarskich i lekarsko-dentystycznych) oraz studia doktoranckie na 3 kierunkach (medycyna, stomatologia i biologia medyczna).

## Organizacja i kadra
Wydział Nauk Medycznych w Zabrzu posiada łącznie 99 jednostek organizacyjnych (41 katedr, 16 klinik, 18 oddziałów klinicznych oraz 24 zakłady), które są zlokalizowane w Zabrzu (w tym na kampusie w Zabrzu-Rokitnicy), Katowicach, Bytomiu, Sosnowcu i Tarnowskich Górach.
Bazę dydaktyczną stanowi 5 szpitali klinicznych oraz nowoczesne Centrum Symulacji Medycznej w Zabrzu (pl. Dworcowy 3).
Na Wydziale Nauk Medycznych w Zabrzu pracuje 616 osób, w tym: 466 nauczycieli akademickich (w tym 54 profesorów i 72 doktorów habilitowanych, 209 doktorów, 106 lekarzy, 25 magistrów) oraz 100 pracowników naukowo-technicznych oraz 50 administracyjnych.